# Rasensportverein Hannover von 1926
Der Rasensportverein Hannover von 1926 e. V. ist nach Hannover 96 und dem TK Hannover mit über 1.600 Mitgliedern einer der größten Sportvereine in Hannover. Sein Ziel ist die Förderung des Familien- und Breitensports sowie die Jugendarbeit. Der RSV zählt zu den mitgliederstärksten Klubs im Verband deutscher Eisenbahnersportvereine (VDES) und verfügt im Stadtteil Leinhausen über ein vereinseigenes Freibad.

## Geschichte
Am 27. Oktober 1926 fand die Gründungsversammlung des Reichsbahn-Sportvereins statt, an diesem Tag wurde die Bildung der vier Abteilungen Hallensport mit Turnen, Rasensport mit Fußball, Handball und Leichtathletik, Wassersport und Wintersport beschlossen.
Die Kanuanlage des Klubs wurde 1928 an der Blockstelle Leineufer in Döhren, dem heutigen Pänner-Schuster-Weg 10, angelegt. Die Stadt stellte der Kanuabteilung die angrenzenden Wiesenflächen als Sport- und Zeltfläche zur Verfügung. Dort wurden zwei ausgediente Eisenbahnwaggons aufgestellt, die 1930 von den Kanuten mit einer Holzkonstruktion als Bootshaus überbaut wurden. Dieses Haus sowie alle Boote, Zelte und Zubehör wurden am 9. Oktober 1943 im Zuge der Luftangriffe auf Hannover zerstört.
Nach dem Krieg erfolgte eine Namensänderung des RSVs, da die Reichsbahn nicht mehr existierte. Andere Reichsbahn-Sportvereine benannten sich in „Eisenbahner-Sportverein“ (ESV) um. Beim RSV jedoch sollte das R erhalten bleiben und so wurde Reichsbahn durch Rasen ersetzt.
Am 17. November 1952 wurde die Turn- und Sporthalle am Südbahnhof in der Südstadt eingeweiht. Sie war ursprünglich ein Gebäude der Baustoffprüfstelle, das im Krieg zerstört und dann zur Sporthalle ausgebaut wurde. Der RSV konnte somit weiter expandieren und gründete weitere Sparten wie z. B. Gymnastik, Kinder- und Frauenturnen sowie Tischtennis.

## Sportliche Erfolge
- 1984 errang Christiane Pielke mit der 4-mal-100-Meter-Freistilstaffel die Bronzemedaille bei den Olympischen Sommerspielen von Los Angeles. Sie erreichte zudem den Endlauf über 200 Meter.
- Die Frauen-Wasserballmannschaft des Vereins stand zweimal in der Endrunde der deutschen Meisterschaft. Anja Skibba wurde 1985 in Oslo Dritte bei der ersten Wasserball-Europameisterschaft der Frauen.

## Periodika
- Vereinsnachrichten. Rasensportverein Hannover von 1926 e.V., zweimal jährlich erschienene Schrift, Hannover: Rasensportverein Hannover von 1926, ab Mai 1985